# Калориметр
Калори́метр (рос. калориметр, англ. calorimeter, air heater; нім. Kalorimeter n) — прилад для вимірювання кількості тепла, що її виділяє або вбирає тіло. Застосовується як основний прилад в калориметрії — сукупності методів вимірювання теплових ефектів, які супроводять різні хімічні, фізичні та біологічні процеси.
Перший льодовий калориметр створений Джозефом Блеком у середині XVIII століття.
Будь-який калориметр оснащений інструментом для вимірювання температури (ртутний термометр, термометр опору, термопара або термобатарея, оптичний пірометр тощо), електричним нагрівачем та оточений оболонкою для регулювання теплообміну з навколишнім середовищем.
Залежно від характеру теплообміну розрізняють ізотермічні, адіабатичні та теплопровідні калориметри. Діапазон температур  сучасних калориметрів становить 0,1÷3500 К, значення кількості тепла — від 10-5 до декількох тисяч Дж, точність досягає 10-2%. Тривалість досліджуваних процесів — від часток секунди до десятків діб.